# Margaritiferidae
Famille
Les Margaritiferidae sont une petite famille de mollusques bivalves d'eau douce. La famille comprend plusieurs genres, à distribution mondiale mais discontinue.

## Liste des genres
Selon ITIS (12 janvier 2021) :
- genre Margaritifera Schumacher, 1816

Selon d'autres sources :
- genre Ctenodesma
- genre Cumberlandia
- genre Heudeana
- genre Margaritanopsis
- genre Margaritifera
- genre Pseudunio[2]
- genre Ptychorhynchus
- genre Shepmania

Selon Catalogue of Life (12 janvier 2021) :
- genre Asturianaia
- genre Cumberlandia
- genre Gibbosula
- genre Margaritifera
- genre Pseudunio